# Hepatitis
Hepatitis også kaldet leverbetændelse er en række sygdomme, der alle har betændelse i leveren som årsag. I daglig tale dækker hepatitis typisk over de smitsomme leverbetændelser forårsaget af en af følgende virussygdomme: Hepatitis A, Hepatitis B, C, D og E. Hepatitis dækker dog også over betændelse i leveren udløst af alkohol samt den ikke-alkoholiske fedtleverbetændelse, Non-alkoholisk steatohepatitis, der er forbundet med overvægt og Type-2 diabetes. Endvidere findes der flere autoimmune leversygdomme med leverbetændelse: Autoimmun hepatitis, Primær billiær kolangitis og Primær skleroserende kolangitis.

## Symptomer
Symptomer på hepatitis kan være mavesmerter, gulsot, mørk urin og feber.